# Sceautres
Sceautres est une commune française située dans le département de l'Ardèche, en région Auvergne-Rhône-Alpes.
Situé au cœur du massif (ou plateau) volcanique du Coiron, au sud de Privas, le village est positionné au pied d'un piton volcanique dénommé neck de Sceautres.

## Géographie
La commune de Sceautres est une commune à l'aspect essentiellement rural. Elle est située à 20 minutes de Montélimar, 50 minutes de Valence et à 1 heure 30 de Marseille et de Lyon.

### Géologie et relief

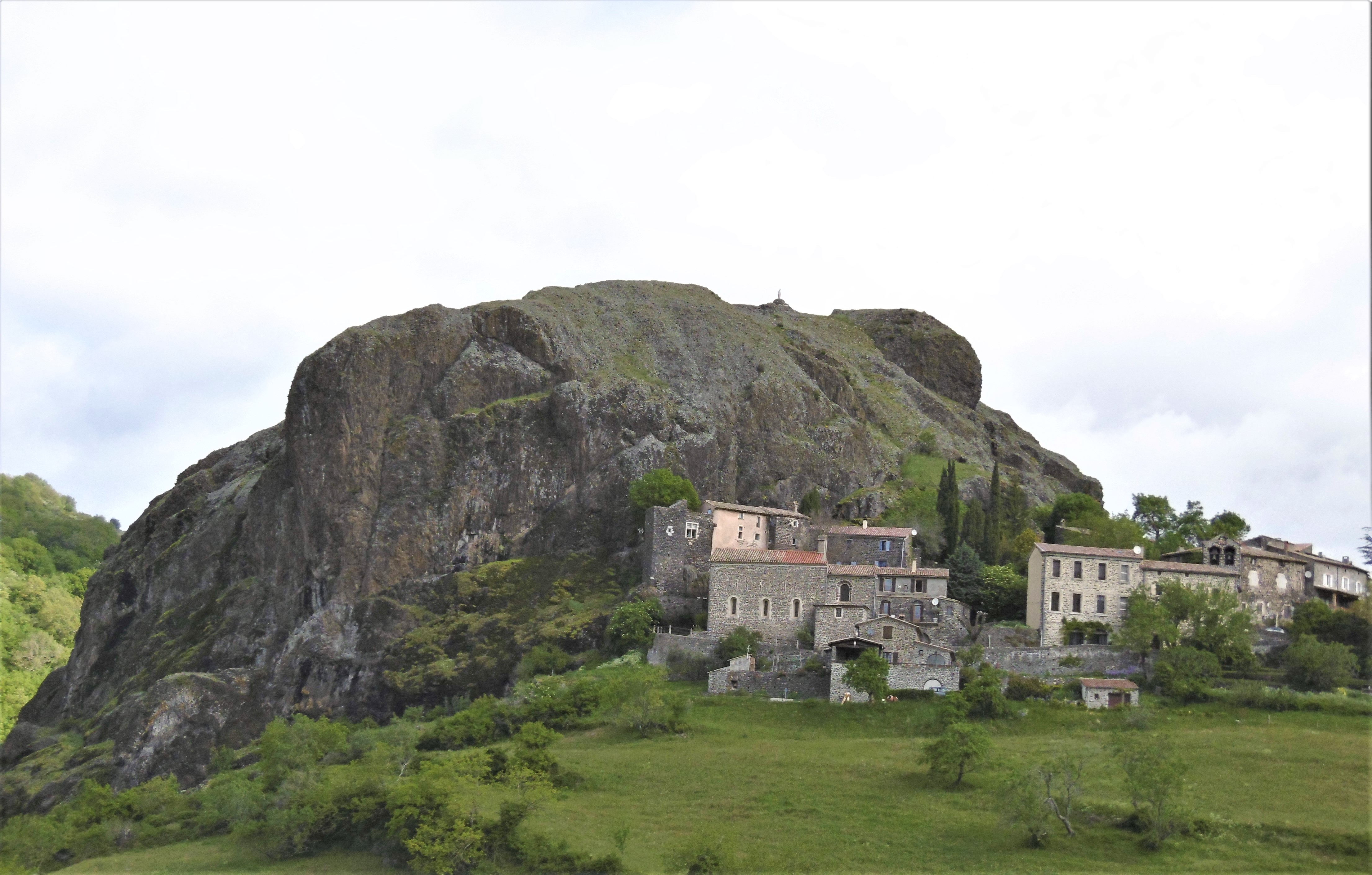
Sceautres et son neck

Situé dans une vallée d'inversion de relief dans le massif du Coiron, le village est remarquable par sa situation au pied du neck de Sceautres. Situé dans une vallée sur le versant sud du plateau du Coiron, le site de Sceautres offre un magnifique exemple de ce que peuvent faire le feu et l'eau. Le feu car ce sont les volcans il y a 8 millions d'années qui en remplissant de lave une vallée, vont former une couche de basalte très dur. Puis l'eau, car c'est l'érosion par l'eau qui a dégagé la vallée actuelle en provoquant une inversion de relief et la formation du neck de Sceautres, le plus gros neck d'Europe : piton de roches dures, correspondant à l'emplacement d'une ancienne cheminée volcanique, mis en relief par l'érosion, de gigantesques orgues basaltiques et une multitude de dykes (filon de roche magmatique dégagés par l'érosion).

### Hydrographie
Le Frayol, petite rivière de 13,86 km, affluent du Rhône, prend sa source sur le territoire de la commune

### Climat
Pour des articles plus généraux, voir Climat d'Auvergne-Rhône-Alpes et Climat de l'Ardèche.
En 2010, le climat de la commune est de type climat méditerranéen altéré, selon une étude du CNRS s'appuyant sur une série de données couvrant la période 1971-2000. En 2020, Météo-France publie une typologie des climats de la France métropolitaine dans laquelle la commune est dans une zone de transition entre le climat de montagne et le climat méditerranéen et est dans la région climatique  Provence, Languedoc-Roussillon, caractérisée par une pluviométrie faible en été, un très bon ensoleillement (2 600 h/an), un été chaud (21,5 °C), un air très sec en été, sec en toutes saisons, des vents forts (fréquence de 40 à 50 % de vents > 5 m/s) et peu de brouillards. 
Pour la période 1971-2000, la température annuelle moyenne est de 11,1 °C, avec une amplitude thermique annuelle de 17 °C. Le cumul annuel moyen de précipitations est de 1 280 mm, avec 7,1 jours de précipitations en janvier et 4,8 jours en juillet. Pour la période 1991-2020, la température moyenne annuelle observée sur la station météorologique de Météo-France la plus proche, « Berzème Rad », sur la commune de Berzème à 5 km à vol d'oiseau, est de 11,7 °C et le cumul annuel moyen de précipitations est de 1 167,3 mm,. Pour l'avenir, les paramètres climatiques de la commune estimés pour 2050 selon différents scénarios d'émission de gaz à effet de serre sont consultables sur un site dédié publié par Météo-France en novembre 2022.

## Urbanisme

### Lieux-dits, hameaux et écarts
Les Allignols, les Avisans (les Avisins), Baumevert, le Bouchet, Brun, Charaubarès, Chauvière, Cros Laffont, la Fontaine, Faÿ, Fournat, Freize, Gachette, Gauthier, Gourgon, Guegnaire, l'Hubac, la Fontaine, Lamarinier, Langelar, Mège, Rigord, Traslauran, le Vernet.

### Typologie
Au 1er janvier 2024, Sceautres est catégorisée commune rurale à habitat très dispersé, selon la nouvelle grille communale de densité à 7 niveaux définie par l'Insee en 2022.
Elle est située hors unité urbaine et hors attraction des villes,.

### Occupation des sols
L'occupation des sols de la commune, telle qu'elle ressort de la base de données européenne d’occupation biophysique des sols Corine Land Cover (CLC), est marquée par l'importance des forêts et milieux semi-naturels (53,1 % en 2018), une proportion sensiblement équivalente à celle de 1990 (52,8 %). La répartition détaillée en 2018 est la suivante : 
prairies (42,6 %), forêts (28,5 %), milieux à végétation arbustive et/ou herbacée (24,6 %), zones agricoles hétérogènes (4,3 %).
L'évolution de l’occupation des sols de la commune et de ses infrastructures peut être observée sur les différentes représentations cartographiques du territoire : la carte de Cassini (XVIIIe siècle), la carte d'état-major (1820-1866) et les cartes ou photos aériennes de l'IGN pour la période actuelle (1950 à aujourd'hui).

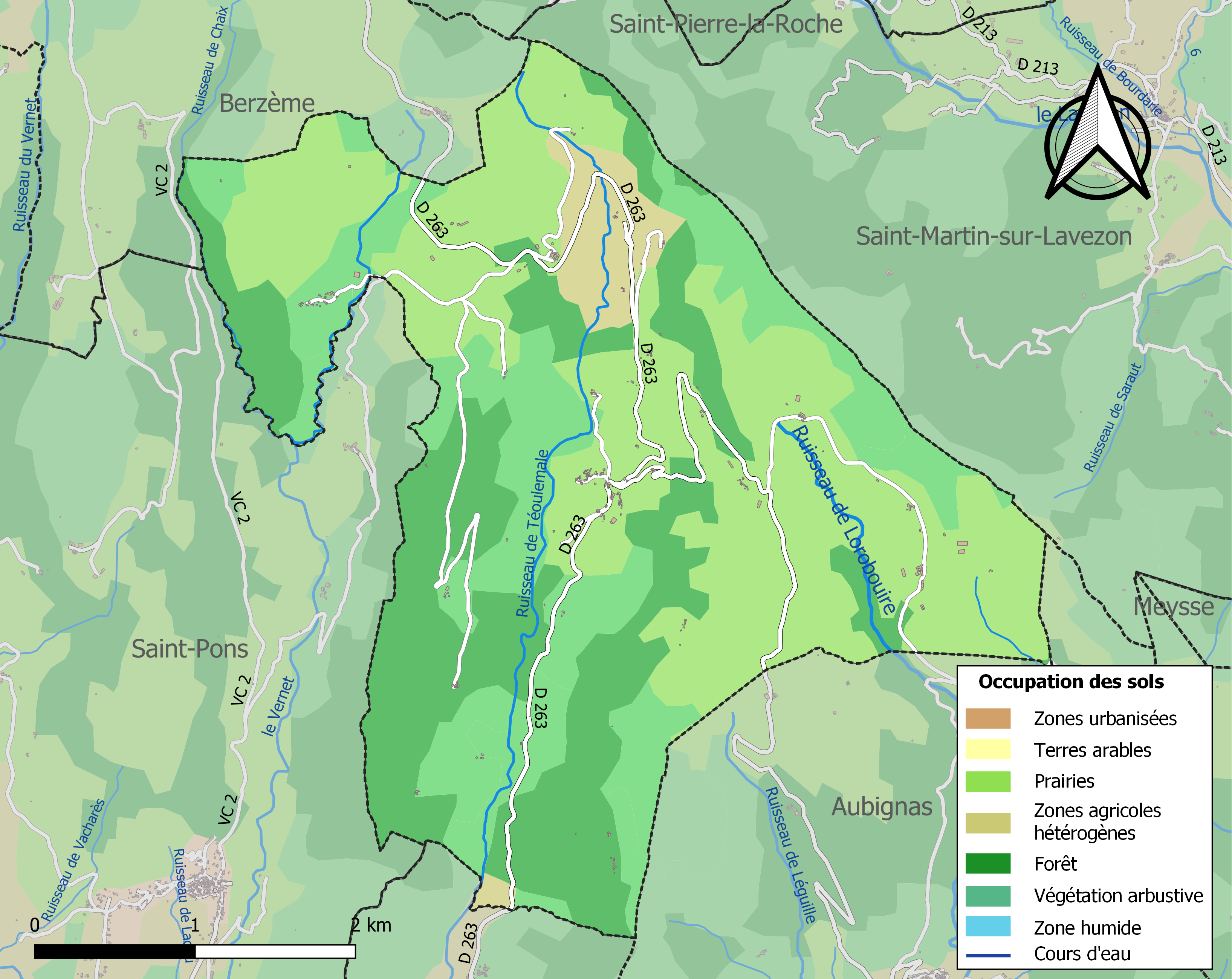
Carte des infrastructures et de l'occupation des sols de la commune en 2018 (CLC).

### Risques naturels

#### Risques sismiques
L'ensemble du territoire de la commune de Sceautres est situé en zone de sismicité no 3 (sur une échelle de 1 à 5), comme la plupart des communes situées dans la vallée du Rhône et la Basse Ardèche, mais non loin de la limite orientale de la zone no 2 qui correspond au plateau ardéchois.
| Type de zone | Niveau            | Définitions (bâtiment à risque normal) |
| ------------ | ----------------- | -------------------------------------- |
| Zone 3       | Sismicité modérée | accélération = 1,1 m/s2                |

## Histoire
Sceautres dépendait du diocèse de Viviers et de la subdélégation du Bas-Vivarais. Au XVIe siècle, lors des guerres de religion, les protestants massacrèrent la garnison.
Le 24 juillet 1784, la seigneurie de Sceautres - en même temps que celles de Rochemaure et de Meysse - fut vendue à Claude-Louis Garnier Deshières, juge de Rochemaure, par le prince de Soubise. Cette vente fut consentie au prix de 152 000 livres. Tout comme Rochemaure et Meysse, ce fief provenait de la dot de la grand-mère paternelle du prince de Soubise, Anne-Geneviève de Lévis-Ventadour, mariée en 1694 avec Hercule Mériadec de Rohan, prince de Soubise.
Dès le 23 octobre de la même année 1784, le juge Deshières revendit Sceautres par "élection d'ami", au prix de 36 000 livres, à Gabriel de Vincenti de Montséveny.

## Politique et administration

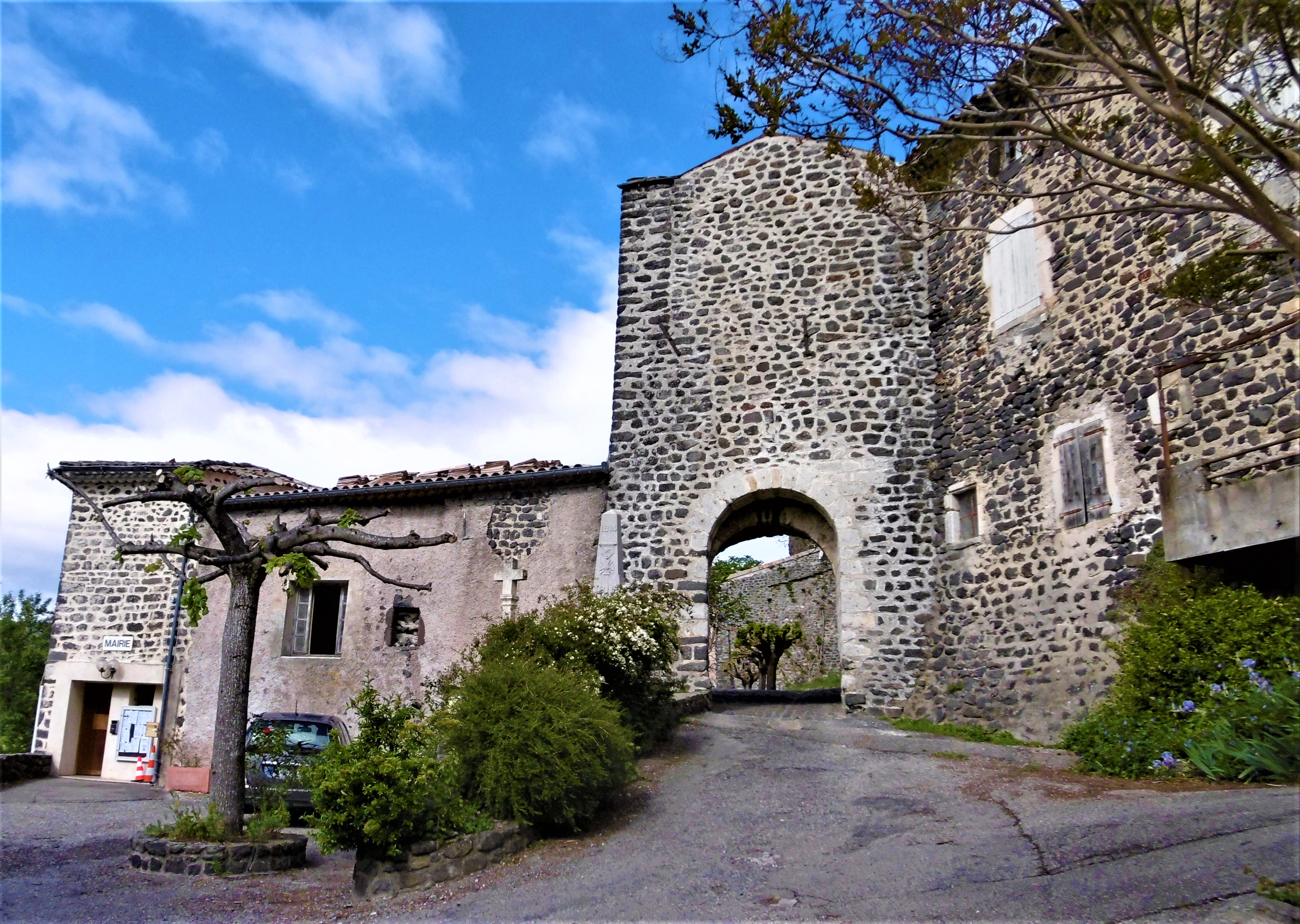
Entrée du village et mairie (à gauche de la photo)

### Liste des maires
| Période                                  | Période                     | Identité                   | Étiquette | Qualité      |
| ---------------------------------------- | --------------------------- | -------------------------- | --------- | ------------ |
| Les données manquantes sont à compléter. |                             |                            |           |              |
| juin 1828                                | janvier 1832                | Jean-Claude Boyer          |           | Cultivateur  |
| janvier 1832                             | mai 1836                    | Étienne Girard             |           | Cultivateur  |
| novembre 1840                            | mai 1847                    | Étienne Hilaire Rocher     |           | Cultivateur  |
| septembre 1848                           | janvier 1851                | Jean-Baptiste Chaussignand |           | Cultivateur  |
| janvier 1851                             | décembre 1851               | François Nicolas           |           | Cultivateur  |
| décembre 1851                            | février 1859                | Casimir Boyer              |           | Cultivateur  |
| février 1859                             | mars 1866                   | Pierre Hilaire Martaresche |           | Cultivateur  |
| mars 1866                                | mai 1869                    | Philippe Descours          |           | Moulinier    |
| décembre 1869                            | septembre 1870              | Pierre Hilaire Martaresche |           | Cultivateur  |
| septembre 1870                           | août 1871                   | Camille Nicolas            |           | Cultivateur  |
| août 1871                                | décembre 1877               | Casimir Boyer              |           | Cultivateur  |
| décembre 1877                            | décembre 1883               | Auguste Laville            |           | Cultivateur  |
| décembre 1883                            | mai 1888                    | Adrien Ludovic Boyer       |           | Cultivateur  |
| mai 1888                                 | mai 1896                    | Joachim Nicolas            |           | Cultivateur  |
| mars 1989                                | mars 2008                   | Christiane Sevenier        | PCF       | Agricultrice |
| mars 2008                                | 23 mai 2020                 | Laurent Turrel             | DVG       | Agriculteur  |
| 23 mai 2020                              | En cours (au 24 avril 2014) | Joël Cros                  | DVG       | Retraité     |

## Population et société

### Démographie
L'évolution du nombre d'habitants est connue à travers les recensements de la population effectués dans la commune depuis 1793. Pour les communes de moins de 10 000 habitants, une enquête de recensement portant sur toute la population est réalisée tous les cinq ans, les populations de référence des années intermédiaires étant quant à elles estimées par interpolation ou extrapolation. Pour la commune, le premier recensement exhaustif entrant dans le cadre du nouveau dispositif a été réalisé en 2008.

En 2022, la commune comptait 147 habitants, en évolution de +2,8 % par rapport à 2016 (Ardèche : +2,48 %, France hors Mayotte : +2,11 %).
| 1793 | 1800 | 1806 | 1821 | 1831 | 1836 | 1841 | 1846 | 1851 |
| ---- | ---- | ---- | ---- | ---- | ---- | ---- | ---- | ---- |
| 352  | 319  | 355  | 413  | 472  | 502  | 540  | 528  | 550  |

| 1856 | 1861 | 1866 | 1872 | 1876 | 1881 | 1886 | 1891 | 1896 |
| ---- | ---- | ---- | ---- | ---- | ---- | ---- | ---- | ---- |
| 600  | 573  | 581  | 560  | 560  | 506  | 504  | 510  | 435  |

| 1901 | 1906 | 1911 | 1921 | 1926 | 1931 | 1936 | 1946 | 1954 |
| ---- | ---- | ---- | ---- | ---- | ---- | ---- | ---- | ---- |
| 405  | 433  | 402  | 338  | 329  | 310  | 300  | 240  | 180  |

| 1962 | 1968 | 1975 | 1982 | 1990 | 1999 | 2006 | 2008 | 2013 |
| ---- | ---- | ---- | ---- | ---- | ---- | ---- | ---- | ---- |
| 160  | 125  | 110  | 96   | 96   | 104  | 133  | 141  | 144  |

| 2018 | 2022 | - | - | - | - | - | - | - |
| ---- | ---- | - | - | - | - | - | - | - |
| 145  | 147  | - | - | - | - | - | - | - |

### Enseignement
La commune est rattachée à l'académie de Grenoble.

### Médias
La commune est située dans la zone de distribution de deux organes de la presse écrite :
- L'Hebdo de l'Ardèche

Il s'agit d'un journal hebdomadaire français basé à Valence et couvrant l'actualité de tout le département de l'Ardèche.
- Le Dauphiné libéré

Il s'agit d'un journal quotidien de la presse écrite française régionale distribué dans la plupart des départements de l'ancienne région Rhône-Alpes, notamment l'Ardèche. La commune est située dans la zone d'édition de Privas-Vallée du Rhône.

### Cultes
L'église de Sceautres (propriété de la commune) et la communauté catholique dépendent de la paroisse Charles-de-Foucauld - Viviers / Le Teil dont le siège diocésain et la maison paroissiale sont situés à Viviers.

## Culture locale et patrimoine

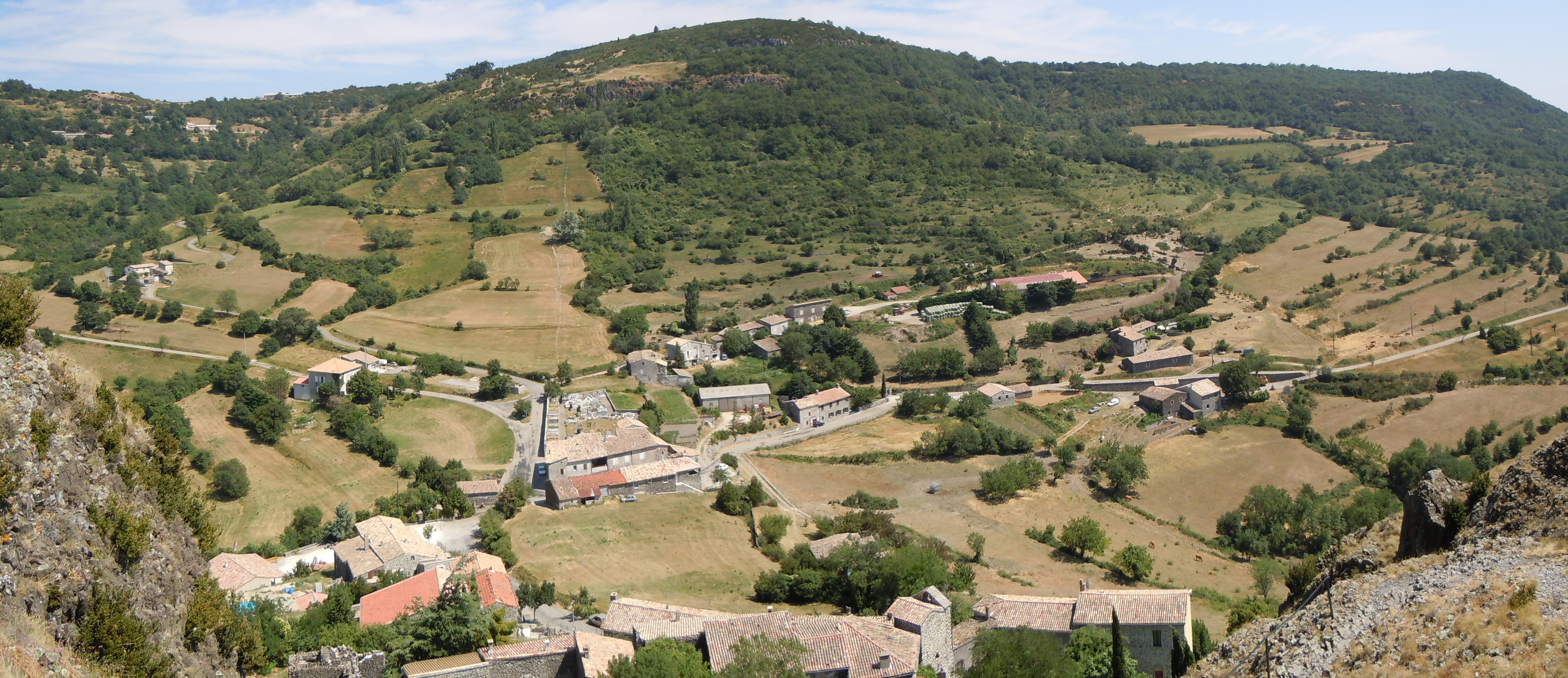
Vue du village depuis le sommet du neck.

### Lieux et monuments

#### Le village

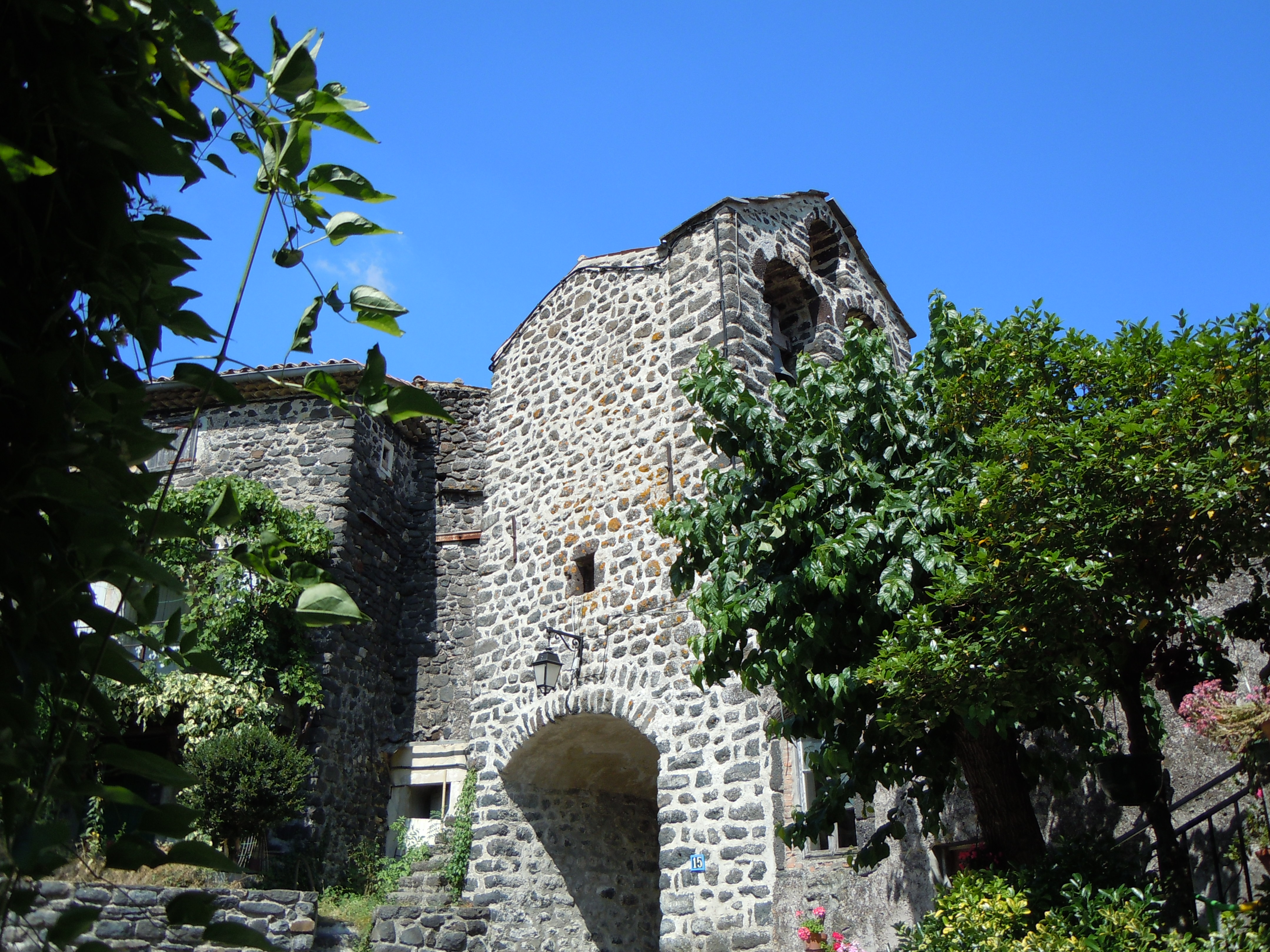
Porte clocher fortifiée du XVe siècle.

La porte clocher fortifiée, datant du XVe siècle, est bien conservée et reste un point central de la physionomie du village. Elle était la seule entrée du village et comportait un double battant en bois complété par une herse. Elle abrite encore de nos jours les cloches du village.

#### L'église Saint-Étienne

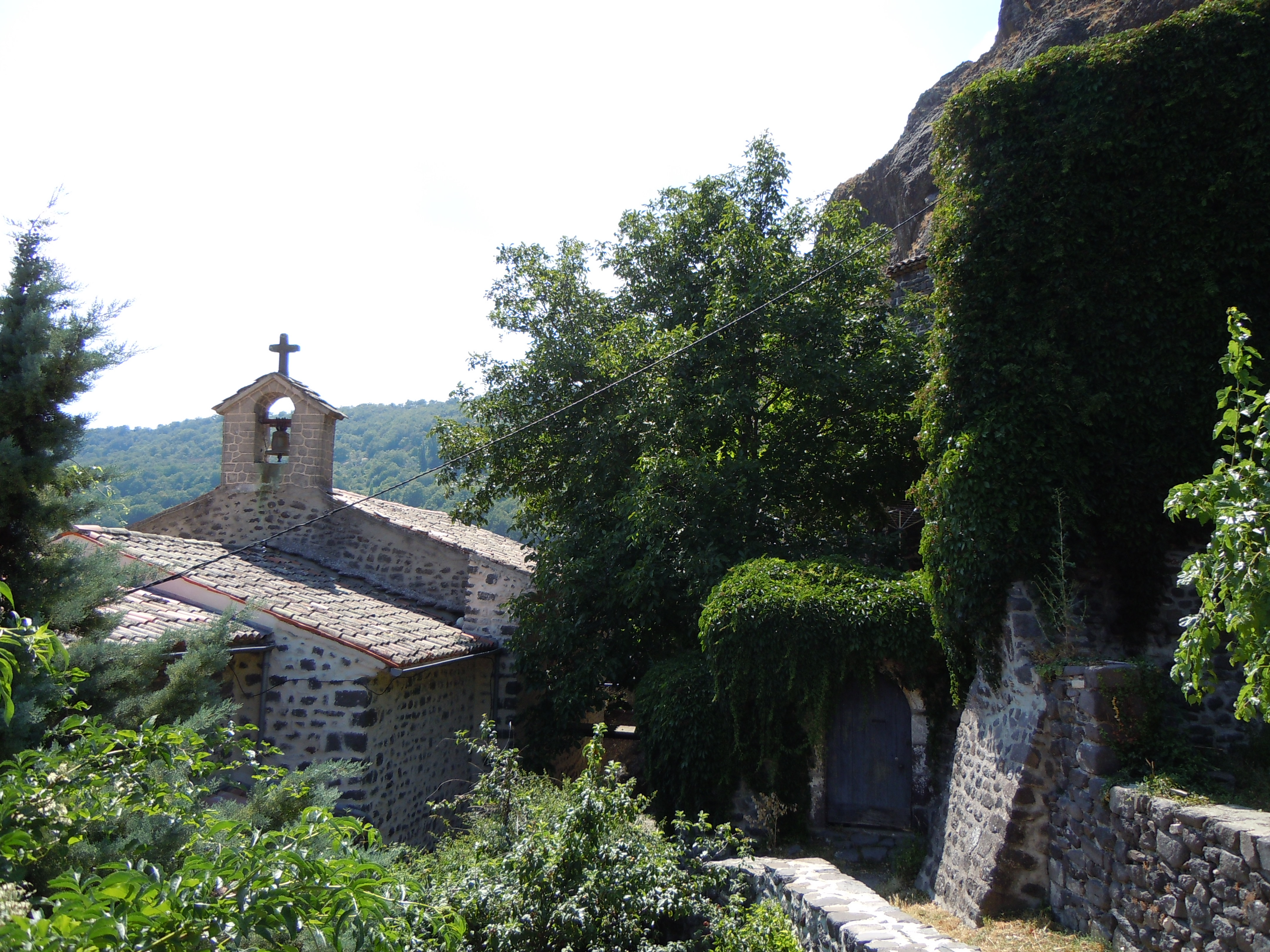
Église de Sceautres.

L'église Saint-Étienne, de style roman, était intégrée aux remparts, l'entrée se faisant alors par une porte latérale.

### Héraldique
|  | Sceautres possède des armoiries dont l'origine et le blasonnement exact ne sont pas disponibles. |